# Norvég irodalom
A norvég irodalom a Norvégiában vagy norvégok által írt irodalom. A norvég irodalom az északi pogányság Edda-énekek és a 9. és 10. századi skaldikus versek megjelenésével kezdődött olyan költőkkel, mint Bragi Boddason és Eyvindr Skáldaspillir. A kereszténység 1000 körül történő megjelenése hozta Norvégiát kapcsolatba az európai középkori műveltséggel, a hagiográfiával és a történetírással. Ez a helyi szájhagyományokkal és az izlandi hatásokkal egyesülve a 12. század végén és a 13. század elején az irodalomtermelés aktív időszakává fejlődött. E korszak főbb művei közé tartozik a Historia Norwegie, a Thidreks saga és a Konungs skuggsjá.
A 14. századtól a 19. századig tartó időszakot a nemzet irodalmában „sötét korszak”nak tekintik, bár olyan norvég származású írók, mint Peder Claussøn Friis és Ludvig Holberg hozzájárultak a Dánia–Norvégia közös irodalmához. A nacionalizmus megjelenésével és a norvég függetlenségi harccal a 19. század elején a nemzeti irodalom új korszaka kezdődött. A nacionalista romantika áradatában alakult ki az úgynevezett nagy négyes: Henrik Ibsen, Bjørnstjerne Bjørnson, Alexander Kielland és Jonas Lie. A drámaíró Henrik Wergeland volt a korszak legbefolyásosabb szerzője, míg Henrik Ibsen későbbi művei Norvégiának kulcsszerepet biztosítottak a nyugat-európai irodalomban.
A modernista irodalom az 1890-es években Knut Hamsun és Sigbjørn Obstfelder művein keresztül került Norvégiába. Az 1930-as években a prózai modernizmussal kísérletező norvég szerzők közé tartozott Emil Boyson, Gunnar Larsen, Haakon Bugge Mahrt, Rolf Stenersen és Edith Øberg. A Második világháborút követő első évek irodalmát a német fogságban lévő vagy a megszállás alatt az ellenállás erőfeszítéseiben részt vevő személyek dokumentumbeszámolóinak hosszú sora jellemezte. A 20. században a neves norvég írók közé tartozik a két Nobel-díjas író, Knut Hamsun és Sigrid Undset. Az 1965 utáni időszak a norvég szépirodalom piacának erőteljes bővülését jelentette, az 1970-es évek pedig a norvég írók politikai szerepvállalását és megerősödését egyaránt eredményezte. Az 1980-as éveket a norvég irodalomban a „fantázia évtizedének” nevezték.

## A kezdetek
Az ó-norvég irodalom szorosan összefügg az ó-izlandival. I. Harald norvég király udvarában (9. század) a skald költészet virágzott; az öreg Bragi (850 körül) és a hvini Thjodholz (900 táján), akiktől daltöredékek is maradtak fönn, norvég skaldok voltak. A vikingek hőskora volt a költészet forrása, de az előkelő családokkal ez is Izlandba költözött s a 16. század közepe felé már Norvégiában nyoma is alig volt. A próza-irodalom kezdetén ugyanoly munkássággal találkozunk Norvégiában is, mint Svédországban és Dániában; a törvények és jogok gyűjteményein kívül vallásos tartalmú iratok fordításai teszik az első nyelvemlékeket. A hazai történetet először latinul (Theodoricus Monachus, 1175 táján), s csak később, valószínűleg izlandi befolyásra írták hazai nyelven (Olafsaga). Sverrir király (megh. 1202.) korában, ki állítólag maga is írt egy enciklopédikus munkát (Speculum regale), és az öreg Hakon alatt (megh. 1263.), kinek rendeletére a déli romantikus irodalom több emlékét lefordították, a prózairodalom nagyobb lendületet vett; ekkor keletkezett a Thidrekssaga is (l. o.), de azután a dán nyelv elhatalmasodván, a norvég nyelvű irodalom lehanyatlott. Dán nyelven írt mindenki, még Ludvig Holberg is, aki norvég létére a leghíresebb dán költő lett.

## A 19. századtól

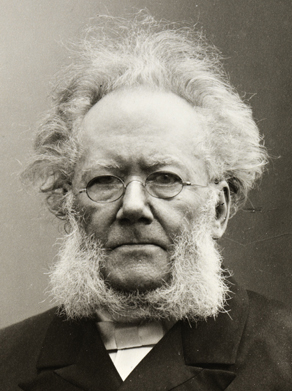
Henrik Ibsen (1828–1906) norvég drámaíró, költő. Gyakran utalnak rá a „modern dráma” atyjaként.

Csak a 19. században, mióta Norvégia külön vált Dániától (1814) s a kristianiai egyetemet megalapították (1811), kezd fejlődni egy norvég nemzeti irodalom, bár az úttörők: Henrik Anker Bjerregaard (1792–1842) és Maurits Hansen (1794–1842) munkássága sikertelen volt. Tulajdonképpen csak Johan Sebastian Welhaven (1807–1873), Henrik Wergeland (1808–1845) és Andreas Munch (1811–1884) költők munkássága vetette meg alapját az önálló és eredeti norvég irodalomnak. Követőik közt Jensen, Kjerulf, Monsen érdemelnek említést, de különösen Jørgen Moe, aki Peter Christen Asbjørnsennel kiadta az ó-norvég népmondákat.
Jó regényeket és novellákat írtak: Camilla Collett (szül. Wergeland) és Magdalene Thoresen; továbbá Jonas Lie, Elster, Arne Garborg, Alexander Kielland és mások. A drámairodalom nagy nevei különösen Bjørnstjerne Bjørnson és Ibsen, akik a fiatal norvég irodalomnak európai hírnevet szereztek. Népszerű iratokat írtak: Ole Vig, Aasmund Olavsson Vinje, C. Janson, Eilert Sundt, L. K. Daa stb.; irodalmi, történelmi és nyelvészeti kutatásokat végeztek: R. Keyser, Chr. Lange, P. A. Munch, J. E. Sars, G. Storm, E. R. Unger, Sophus Bugge, Qu. Reigh,

## Fordítás
- Ez a szócikk részben vagy egészben  a   Norwegian literature című angol Wikipédia-szócikk ezen változatának fordításán alapul.  Az eredeti cikk szerkesztőit annak laptörténete sorolja fel. Ez a jelzés csupán a megfogalmazás eredetét és a szerzői jogokat jelzi, nem szolgál a cikkben szereplő információk forrásmegjelöléseként.